# Высшие курсы сценаристов и режиссёров
«Вы́сшие ку́рсы сценари́стов и режиссёров и́мени Г. Н. Дане́лии» (ВКСР) — негосударственное образовательное учреждение высшего и послевузовского профессионального образования Российской Федерации, основанное 11 мая 1963 года в Москве. Готовит специалистов основных кинематографических профессий: кинодраматургов, режиссёров игрового и неигрового кино, продюсеров.
Официальное полное наименование учреждения — «Негосударственное образовательное учреждение дополнительного профессионального образования „Высшие курсы сценаристов и режиссёров имени Г. Н. Данелии“».

## История
Высшие курсы сценаристов и режиссёров (ВКСР) в Москве являются старейшим в России учебным заведением для людей, имеющих высшее образование, за два года дающим профессиональную квалификацию по специальностям: кинодраматург, режиссёр игрового кино, режиссёр неигрового кино, продюсер.
В июне 1956 года на киностудии «Мосфильм» приказом Министерства культуры СССР по инициативе и под руководством кинорежиссёра Ивана Пырьева были созданы «Высшие режиссёрские курсы». За полтора года они подготовили пятнадцать режиссёров, среди них: Шухрат Аббасов, Владимир Гориккер, Георгий Данелия, Манос Захариас, Сергей Микаэлян, Игорь Таланкин, Семён Туманов. Архивные материалы этого набора хранятся в фонде киноконцерна «Мосфильм».
25 мая 1960 года приказом Министерства культуры СССР были образованы «Высшие сценарные курсы». 11 мая 1963 года «Высшие режиссёрские курсы» и «Высшие сценарные курсы» были объединены и преобразованы в «Высшие двухгодичные курсы сценаристов и режиссёров».
В 1971 году на курсах были созданы творческие мастерские, тяготевшие к индивидуальным формам обучения, к тесному контакту мастеров с учениками: маленькие — от 4 до 8 человек, а в дальнейшем даже по 2—3 человека. Мастер помогал учащимся на всех этапах работы над учебными заданиями и на съёмках фильмов; они, в свою очередь, помогали ему (как правило, во время обучения мастера сами снимали фильмы), учились у него в процессе его работы. Каждая мастерская занималась по собственному плану, составленному её руководителем.
Курсы долго не имели своего помещения. До 1979 года они располагались в двух небольших комнатах в помещении Театра киноактёра на улице Воровского. В 1979 году они получили собственное помещение — часть первого и цокольного этажей в жилом доме по Большому Тишинскому переулку, 12.
С 14 сентября 1995 года киношкола носит название «Высшие курсы сценаристов и режиссёров».
С 2019 года на обучение принимаются только граждане Российской Федерации.
12 декабря 2019 года Высшим курсам сценаристов и режиссёров присвоено имя режиссёра Георгия Николаевича Данелии, — он был выпускником первого набора Высших режиссёрских курсов, впоследствии — художественным руководителем Высших курсов сценаристов и режиссёров (с 1967 года), а также руководителем мастерских ВКСР (1973, 1982 годов).

## Образовательный процесс
На Высшие курсы сценаристов и режиссёров принимались и принимаются лица с высшим кинотеатральным образованием. Первоначально предпочтение отдавалось работникам киностудий или театров по направлению от киностудии, республиканского комитета по кинематографии и Союза кинематографистов СССР. В настоящее время подобные направления уже не требуется и на коммерческой основе принимаются лица даже без базового образования в сфере кинематографии и театрального искусства. Направляя слушателя на учёбу, студия раньше брала на себя обязательство обеспечить съёмку его курсовых работ и диплома, тогда как сейчас слушатели Высших курсов предоставлены самим себе.
Творческий конкурс на курсах проходит в два этапа. 1-й этап — заочное рецензирование письменных работ, 2-й этап — экзамены. Срок обучения: 18 месяцев. Форма обучения — очная, дневная, часть занятий может проводиться в формате зум-конференции. Все педагоги на курсах — внештатные сотрудники. Обучение платное. Стоимость обучения (2022) — 440 000 руб. за полный курс.
Во все времена существования курсы славились своими просмотрами в рамках учебных программ, в которые входили лучшие фильмы мирового кино из коллекции Госфильмофонда СССР.
За 55 лет осуществлено 40 выпусков, это более 2 тысяч режиссёров и драматургов игрового кино, кинодокументалистов, режиссёров телевидения, вторых режиссёров , режиссёров монтажа, директоров кинопроизводства, режиссёров - постановщиков и художников мультфильма. Многие фильмы слушателей и выпускников стали лауреатами и призёрами крупнейших российских и международных кинофестивалей — ММКФ, «Кинотавра», «Киношока», «Святой Анны», «Сталкера», «Лучезарного ангела», «Послания к человеку»; Каннского, Венецианского, Берлинского кинофестивалей, Оберхаузена, Котбуса, Анжера, Клермон-Ферана, Торонто, Тампере, национальных премий «Золотой орёл», «Ника» и «Лавровая ветвь»:
- 45 национальных кинематографических премий «Ника»;
- 35 национальных кинопремий «Золотой орёл»;
- 30 призов открытого российского кинофестиваля «Кинотавр»;
- 13 призов Московского международного кинофестиваля;
- 8 наград международного Каннского кинофестиваля;
- 4 приза Венецианского международного кинофестиваля;
- 7 призов Берлинского международного кинофестиваля;
- 5 призов международного кинофестиваля в Карловых Варах;
- 12 призов международного кинофестиваля в Котбусе.

## Факультеты
- Режиссёрский факультет
- Сценарный факультет
- Факультет продюсерства

Документация за более чем сорокалетнюю деятельность курсов хранится в Российском государственном архиве литературы и искусства (РГАЛИ).

## Руководители
- 1960—1972 — Михаил Борисович Маклярский
- 1972—1990 — Ирина Александровна Кокорева
- 1990—2001 — Людмила Владимировна Голубкина
- 2001—2010 — Андрей Николаевич Герасимов
- с 2010 года — Вера Игоревна Суменова

## Известные преподаватели
См. Категория:Преподаватели Высших курсов сценаристов и режиссёров

## Известные выпускники
См. Категория:Выпускники Высших курсов сценаристов и режиссёров
| Ф. И. О.                                   | Мастерская | Год окончания обучения |
| ------------------------------------------ | --- | ---------------------- |
| Аббасов Шухрат Салихович                   | Режиссёрская мастерская М. И. Ромма, Ю. Я. Райзмана | 1959                   |
| Абдуллаева Римма                           | Режиссёрская мастерская М. И. Ромма, Ю. Я. Райзмана | 1959                   |
| Аблотиа Вячеслав Андреевич                 | Мастерская комедийного фильма Г. Н. Данелии | 1981                   |
| Авербах Илья Александрович                 | Сценарная мастерская В. К. Черных | 1964                   |
| Агеев Игорь Валентинович                   | Сценарная мастерская В. К. Черных | 1987                   |
| Адамович Алесь                             | Сценарная мастерская Г. Н. Чухрая и Н. А. Коварского | 1964                   |
| Айнутдинов Сергей Сагитович                | Мастерская режиссуры мультипликационного фильма Э. В. Назарова, Ю. Б. Норштейна | 1988                   |
| Алдашин Михаил Владимирович                | Мастерская режиссуры мультипликационного фильма Э. В. Назарова, Ю. Б. Норштейна | 1988                   |
| Александров Александр Леонардович          | Сценарная мастерская М. Г. Львовского, Л. В. Голубкиной | 1975                   |
| Аравин Александр Львович                   | Режиссёрская мастерская А. Л. Кайдановского | 1993                   |
| Аскольдов Александр Яковлевич              | Режиссёрская мастерская, руководители курса: М. И. Ромм, Л. З. Трауберг | 1966                   |
| Атанесян Александр Ашотович                | Режиссёрская мастерская Р. Г. Балаяна | 1989                   |
| Ауг Юлия Артуровна                         | Режиссёрская мастерская И. М. Квирикадзе и А. М. Добровольского | 2009                   |
| Ахметов Хуат Дюсенович                     | Режиссёрская мастерская Г. И. Полоки | 1993                   |
| Ашимов Аким Уртаевич                       | Сценарная мастерская М. Ю. Блеймана и В. И. Соловьёва | 1962                   |
| Байджиев Мар Ташимович                     | Сценарная мастерская М. Ю. Блеймана | 1962                   |
| Балабанов Алексей Октябринович             | Мастерская сценаристов документального кино Л. Н. Николаева, Ю .Б. Каравкина Экспериментальная мастерская кинорежиссёров документального и научно-популярного фильма Л. А. Гуревича | 1989 1990              |
| Балаян Валерий Вазгенович                  | Мастерская кинодраматургов неигрового фильма Л. А. Гуревича Экспериментальная мастерская кинорежиссёров документального и научно-популярного фильма                                 | 1986 1990              |
| Бардин Павел Гарриевич                     | Мастерская «Режиссёр кино и телевидения» А. Н. Митты | 1999                   |
| Бартенев Эдгар Гинерович (Замалеев Ильдар) | Режиссёрская мастерская А. Ю. Германа, С. И. Кармалиты | 2000                   |
| Бедарев Евгений Александрович              | Режиссёрская мастерская А. И. Суриковой, В. П. Фокина | 2005                   |
| Беликов Михаил Александрович               | Режиссёрская мастерская И. А. Фрэза | 1973                   |
| Беляускене Наталия Владимировна            | Мастерская режиссёров неигрового кино А. Н. Герасимова | 2004                   |
| Битов Андрей Георгиевич                    | Сценарная мастерская Е. И. Габриловича | 1967                   |
| Боброва Лидия Алексеевна                   | Режиссёрская мастерская В. А. Грамматикова, Н. С. Михалкова | 1989                   |
| Болгова Эльвира Алексеевна                 | Режиссёрская мастерская И. М. Квирикадзе и А. М. Добровольского | 2017                   |
| Борбиев Эркин Бейшеналиевич                | Сценарная мастерская Л. О. Арнштама | 1973                   |
| Борецкий Юрий Александрович                | Мастерская режиссёров-постановщиков телевизионного фильма, художественный руководитель курса Л. З. Трауберг                                                                         | 1970                   |
| Бронзит Константин Эдуардович              | Мастерская режиссуры мультипликационного фильма Э. В. Назарова, Ю. Б. Норштейна, Ф. С. Хитрука, А. Ю. Хржановского                                                                  | 1993                   |
| Будрайтис Юозас Станиславас                | Мастерская режиссуры приключенческого фильма В. П. Жалакявичюса | 1978                   |
| Бурдули Вано                               | Режиссёрская мастерская В. И. Хотиненко, П. К. Финна, В. А. Фенченко | 2005                   |
| Бутурлин Виктор Иванович                   | Режиссёрская мастерская Н. С. Михалкова | 1981                   |
| Быченко Светлана Николаевна                | Мастерская режиссёров неигрового кино Л. А. Гуревича | 1998                   |
| Бычкова Оксана Олеговна                    | Режиссёрская мастерская П. Е. Тодоровского, Н. Б. Рязанцевой | 2002                   |
| Вардунас Владимир Аркадьевич               | Сценарная мастерская В. И. Соловьева, Э. П. Барабаш | 1986                   |
| Васильев Геннадий Леонидович               | Режиссёрская мастерская И. А. Фрэза | 1973                   |
| Велединский Александр Алексеевич           | Режиссёрская мастерская А. А. Прошкина и В. М. Приёмыхова | 1993                   |
| Водэ Георгий Дмитриевич                    | Режиссёрская мастерская, руководители курса: М. И. Ромм, Л. З. Трауберг | 1966                   |
| Волкова Ирина Леонидовна                   | Мастерская режиссёров игрового и неигрового кино А. Н. Герасимова, А. М. Добровольского                                                                                             | 2005                   |
| Волчек Игорь Викторович                    | Мастерская кинорежиссуры мультипликационного фильма Ф. С. Хитрука, Ю. Б. Норштейна                                                                                                  | 1981                   |
| Габескирия Гизо Шалвович                   | Режиссёрская мастерская, руководители курса: М. И. Ромм, Л. З. Трауберг | 1966                   |
| Габриадзе Резо Леванович                   | Сценарная мастерская С. Г. Нагорного | 1967                   |
| Геворкян Карен Саркисович                  | Режиссёрская мастерская, руководители курса: М. И. Ромм, Л. З. Трауберг | 1966                   |
| Гейко Николай Николаевич                   | Режиссёрская мастерская Р. А. Быкова | 1989                   |
| Геллер Дмитрий Александрович               | Мастерская режиссуры мультипликационного фильма Э. В. Назарова, Ю. Б. Норштейна, Ф. С. Хитрука, А. Ю. Хржановского                                                                  | 1998                   |
| Голованов Владимир Антонович               | Мастерская режиссёров-постановщиков телевизионного фильма, художественный руководитель курса Л. З. Трауберг                                                                         | 1970                   |
| Головнёв Иван Андреевич                    | Режиссёрская мастерская П. Е. Тодоровского, Н. Б. Рязанцевой | 2005                   |
| Головня Евгения Викторовна                 | Мастерская режиссёров неигрового кино В. П. Трошкина | 1976                   |
| Гордон Екатерина Викторовна                | Режиссёрская мастерская П. Е. Тодоровского, Н. Б. Рязанцевой | 2005                   |
| Горенштейн Фридрих Наумович                | Сценарная мастерская В. С. Розова, Л. И. Беловой | 1964                   |
| Городний Геннадий Евгеньевич               | Мастерская режиссёров неигрового фильма П. М. Мостового | 1993                   |
| Григорьев Евгений Александрович            | Мастерская режиссёров-постановщиков телевизионного фильма, художественный руководитель курса Л. З. Трауберг                                                                         | 1970                   |
| Грязев Андрей Викторович                   | Мастерская режиссёров игрового и неигрового кино А. Н. Герасимова, А. М. Добровольского                                                                                             | 2008                   |
| Гусаров Николай Николаевич                 | Режиссёрская мастерская А. Н. Митты | 1978                   |
| Гусман Юлий Соломонович                    | Режиссёрская мастерская, художественный руководитель курса Л. З. Трауберг | 1972                   |
| Гутьеррес Анхель                           | Режиссёрская мастерская, руководители курса: М. И. Ромм, Л. З. Трауберг | 1966                   |
| Данелия Георгий Николаевич                 | Режиссёрская мастерская М. К. Калатозова | 1959                   |
| Дашук Виктор Никифорович                   | Режиссёрская мастерская, художественный руководитель курса Л. З. Трауберг | 1968                   |
| Двигубская Екатерина Николаевна            | Мастерская «Режиссёр кино и телевидения» А. Н. Митты | 1999                   |
| Дворцевой Сергей Владимирович              | Мастерская режиссёров неигрового кино С. М. Зеликина, Л. А. Гуревича | 1993                   |
| Дёмин Алексей Михайлович                   | Мастерская режиссуры анимационного фильма Э. В. Назарова, Ф. С. Хитрука | 1992                   |
| Джугашвили Виссарион Евгеньевич            | Режиссёрская мастерская В. Я. Мотыля | 1998                   |
| Досталь Владимир Николаевич                | Мастерская вторых режиссёров Л. З. Трауберга | 1968                   |
| Досталь Николай Николаевич                 | Мастерская вторых режиссёров Г. Н. Данелии | 1972                   |
| Дубровский Эдгар Борисович                 | Сценарная мастерская С. П. Антонова | 1964                   |
| Дудин Виталий Андреевич                    | Мастерская научно-фантастического фильма М. А. Швейцера, Н. С. Михалкова | 1978                   |
| Дыховичная Ольга Юрьевна                   | Режиссёрская мастерская А. Ю. Германа, С. И. Кармалиты | 2000                   |
| Дыховичный Иван Владимирович               | Мастерская режиссёров комедийного фильма Э. А. Рязанова | 1981                   |
| Дюжев Дмитрий Петрович                     | Режиссёрская мастерская В. И. Хотиненко, П. К. Финна, В. А. Фенченко | 2010                   |
| Ершов Константин Владимирович              | Режиссёрская мастерская, руководители курса: М. И. Ромм, Л. З. Трауберг | 1966                   |
| Завильгельский Дмитрий Геннадиевич         | Мастерская режиссёров неигрового кино Л. А. Гуревича | 1998                   |
| Зайцев Андрей Евгеньевич                   | Мастерская «Режиссёр кино и телевидения» А. Н. Митты | 1999                   |
| Залотуха Валерий Александрович             | Сценарная мастерская С. Л. Лунгина, Л. В. Голубкиной | 1984                   |
| Званцова Алёна Владимировна                | Режиссёрская мастерская А. И. Суриковой, В. П. Фокина | 2005                   |
| Зельдович Александр Ефимович               | Режиссёрская мастерская А. Н. Митты | 1984                   |
| Зернов Алексей Борисович                   | Режиссёрская мастерская В. В. Меньшова | 1993                   |
| Зобин Вадим Николаевич                     | Мастерская режиссёров-постановщиков телевизионного фильма, художественный руководитель курса Л. З. Трауберг                                                                         | 1970                   |
| Ибрагимбеков Максуд Мамед Ибрагим оглы     | Сценарная мастерская В. С. Розова, Л. И. Беловой Режиссёрская мастерская Г. Н. Данелии                                                                                              | 1964 1973              |
| Ибрагимбеков Рустам Мамед Ибрагим оглы     | Сценарная мастерская С. А. Герасимова, Л. И. Беловой Режиссёрская мастерская, художественный руководитель курса Л. З. Трауберг                                                      | 1967 1973              |
| Игнатуша Александр Фёдорович               | Режиссёрская мастерская Э. А. Рязанова | 1984                   |
| Измайлов (Поляк) Лион Моисеевич            | Сценарная мастерская комедийного фильма С. Л. Лунгина | 1975                   |
| Итыгилов Александр Атаевич                 | Режиссёрская мастерская Г. А. Панфилова | 1978                   |
| Каирбеков Бахыт Гафуович                   | Режиссёрская мастерская В. А. Грамматикова, Н. С. Михалкова | 1989                   |
| Кайдановский Александр Леонидович          | Режиссёрская мастерская С. А. Соловьёва | 1984                   |
| Какабаев Халмамед                          | Режиссёрская мастерская Г. Н. Данелии | 1973                   |
| Капица Александр Петрович                  | Мастерская директоров картин | 1974                   |
| Карпиловский Александр Юрьевич             | Мастерская «Режиссёр кино и телевидения» А. Н. Митты | 1999                   |
| Кещян Арарат Геворгович                    | Режиссёрская мастерская В. И. Хотиненко, П. К. Финна, В. А. Фенченко | 2020                   |
| Кещян Ашот Геворгович                      | Режиссёрская мастерская В. И. Хотиненко, П. К. Финна, В. А. Фенченко | 2010                   |
| Клепиков Юрий Николаевич                   | Сценарная мастерская Е. И. Габриловича | 1964                   |
| Кнышев Андрей Гарольдович                  | Мастерская кинодраматургов неигрового фильма Л. А. Гуревича | 1986                   |
| Ковалёв Игорь Адольфович                   | Мастерская художников-аниматоров В. И. Пекаря, В. П. Колесниковой | 1981                   |
| Ковалевская Инесса Алексеевна              | Режиссёрская мастерская, руководители курса: М. И. Ромм, Л. З. Трауберг | 1966                   |
| Кожушаная Надежда Павловна                 | Сценарная мастерская С. Л. Лунгина, Л. В. Голубкиной | 1984                   |
| Константинопольский Григорий Михайлович    | Режиссёрская мастерская Р. А. Быкова | 1989                   |
| Коренева Елена Алексеевна                  | Мастерская «Режиссёр кино и телевидения» А. Н. Митты | 1999                   |
| Коротков Юрий Марксович                    | Сценарная мастерская С. Л. Лунгина, Л. В. Голубкиной | 1984                   |
| Косаковский Виктор Александрович           | Мастерская сценаристов документального кино Л. Н. Николаева, Ю .Б. Каравкина Экспериментальная мастерская кинорежиссёров документального и научно-популярного фильма Л. А. Гуревича | 1989 1990              |
| Котт Владимир Константинович               | Режиссёрская мастерская В. И. Хотиненко, П. К. Финна, В. А. Фенченко | 2004                   |
| Кривцов Евгений Валерьевич                 | Режиссёрская мастерская В. И. Хотиненко, П. К. Финна, В. А. Фенченко | 2012                   |
| Криевс Арвидс                              | Режиссёрская мастерская Г. А. Панфилова | 1978                   |
| Криштул Борис Иосифович                    | Мастерская директоров картин | 1974                   |
| Кропачёв, Георгий Борисович                | Режиссёрская мастерская, руководители курса: М. И. Ромм, Л. З. Трауберг | 1966                   |
| Крылов Евгений Евгеньевич                  | Режиссёрская мастерская Г. Н. Чухрая | 1993                   |
| Крючков Виктор Васильевич                  | Режиссёрская мастерская Г. Н. Данелии | 1973                   |
| Кудря Зоя Анатольевна                      | Сценарная мастерская В. С .Фрида | 1989                   |
| Кузнецов Александр Всеволодович            | Мастерская режиссёров-постановщиков телевизионного фильма, художественный руководитель курса Л. З. Трауберг                                                                         | 1970                   |
| Кушнерёв Юрий Сергеевич                    | Мастерская вторых режиссёров Г. Н. Данелии | 1972                   |
| Лаврентьев Евгений Александрович           | Режиссёрская мастерская В. Я. Мотыля | 1998                   |
| Ланчихин Дмитрий Валерьевич                | Мастерская режиссуры В. И. Хотиненко, П. К. Финна | 2000                   |
| Лаптев Владимир Кириллович                 | Мастерская научно-фантастического фильма М. А. Швейцера, Н. С. Михалкова | 1978                   |
| Легчилова Анна Александровна               | Режиссёрская мастерская В. И. Хотиненко, П. К. Финна, В. А. Фенченко | 2000                   |
| Ливанов Василий Борисович                  | Режиссёрская мастерская, руководители курса: М. И. Ромм, Л. З. Трауберг | 1966                   |
| Линков Сергей Яковлевич                    | Мастерская вторых режиссёров Л. З. Трауберга | 1968                   |
| Лопушанский Константин Сергеевич           | Режиссёрская мастерская Э. В. Лотяну | 1978                   |
| Лунгин Павел Семёнович                     | Сценарная мастерская М. Г. Львовского, Л. В. Голубкиной | 1975                   |
| Лырчиков Николай Ильич                     | Сценарная мастерская С. Л. Лунгина, Л. В. Голубкиной | 1981                   |
| Лысяков Геннадий Никифорович               | Мастерская режиссёров неигрового кино В. П. Трошкина | 1976                   |
| Любомудров Владимир Павлович               | Мастерская вторых режиссёров Г. Н. Данелии | 1972                   |
| Маканин Владимир Семёнович                 | Сценарная мастерская С. А. Герасимова, Л. И. Беловой | 1967                   |
| Максимов Иван Леонидович                   | Мастерская режиссуры мультипликационного фильма А. Ю. Хржановского, В. М. Угарова                                                                                                   | 1988                   |
| Мамилов, Суламбек Ахметович                | Мастерская режиссёров-постановщиков телевизионного фильма, художественный руководитель курса Л. З. Трауберг                                                                         | 1970                   |
| Мамин Юрий Борисович                       | Мастерская комедийного фильма Э. А. Рязанова | 1981                   |
| Мамулия Дмитрий Герасимович                | Режиссёрская мастерская И. М. Квирикадзе и А. М. Добровольского | 2007                   |
| Манжеева Элла Будимировна                  | Режиссёрская мастерская В. И. Хотиненко, П. К. Финна, В. А. Фенченко | 2008                   |
| Маркиш Давид Перецович                     | Сценарная мастерская Е. И. Габриловича | 1967                   |
| Мартынюк Леонид Владимирович               | Режиссёрская мастерская, руководители курса: М. И. Ромм, Л. З. Трауберг | 1966                   |
| Марчук Георгий Васильевич                  | Мастерская вторых режиссёров | 1976                   |
| Мастюгин Юрий Матвеевич                    | Мастерская режиссёров-постановщиков телевизионного фильма, художественный руководитель курса Л. З. Трауберг                                                                         | 1970                   |
| Матевосян Грант Игнатьевич                 | Сценарная мастерская В. И. Ежова | 1967                   |
| Матешко Анатолий Николаевич                | Режиссёрская мастерская детского фильма В. А. Грамматикова | 1984                   |
| Меркулова Наталья Фёдоровна                | Мастерская режиссёров игрового и неигрового кино А. Н. Герасимова, А. М. Добровольского                                                                                             | 2008                   |
| Местецкий Михаил Леонидович                | Режиссёрская мастерская В. И. Хотиненко, П. К. Финна, В. А. Фенченко | 2005                   |
| Микаэлян Сергей Герасимович                | Режиссёрская мастерская М. И. Ромма, Ю. Я. Райзмана | 1959                   |
| Михайлов Вадим Васильевич                  | Сценарная мастерская Е. И. Габриловича | 1964                   |
| Михальский Вацлав Вацлавович               | Сценарная мастерская Н. Н. Фигуровского | 1975                   |
| Мишарин Александр Николаевич               | Сценарная мастерская | 1962                   |
| Можаев Борис Андреевич                     | Сценарная мастерская Ю. А. Шевкуненко | 1962                   |
| Мороз Дарья Юрьевна                        | Мастерская продюсеров В. В. Арсеньева | 2005                   |
| Москаленко, Виталий Николаевич             | Сценарная мастерская П. К. Финна | 1989                   |
| Мурадов Алексей Борисович                  | Режиссёрская мастерская А. Ю. Германа, С. И. Кармалиты | 2000                   |
| Мусаков Зульфикар                          | Режиссёрская мастерская В. А. Грамматикова, Н. С. Михалкова | 1989                   |
| Мустафаев Вагиф Бехбуд оглы                | Режиссёрская мастерская Э. А. Рязанова | 1984                   |
| Намин Стас                                 | Мастерская режиссёров музыкального фильма Э. В. Лотяну | 1984                   |
| Наруцкая Ольга Леонардовна                 | Режиссёрская мастерская А. Н. Митты | 1984                   |
| Нарымбетов Сатыбалды Жалелович             | Режиссёрская мастерская Г. Н. Данелии | 1981                   |
| Наумочкин Константин Николаевич            | Мастерская «Режиссёр кино и телевидения» А. Н. Митты | 1999                   |
| Нащёкин Борис Николаевич                   | Режиссёрская мастерская А. Н. Митты | 1973                   |
| Неуланд Олав                               | Режиссёрская мастерская Г. А. Панфилова | 1978                   |
| Нигматулин Талгат Кадырович                | Сценарная мастерская В. П. Жалакявичюса | 1978                   |
| Нижинская Гульнара Гасановна               | Режиссёрская мастерская В. В. Меньшова, Н. Б. Рязанцевой, В. И. Тумаева | 2008                   |
| Николаенко Георгий Михайлович              | Режиссёрская мастерская А. Н. Митты | 1978                   |
| Обухов Виктор Викторович                   | Режиссёрская мастерская И. А. Фрэза | 1973                   |
| Обухович Николай Владимирович              | Мастерская режиссёров документального фильм, руководитель курса Е. И. Вермишева | 1971                   |
| Овчаров Сергей Михайлович                  | Режиссёрская мастерская Г. А. Панфилова | 1978                   |
| Овчинников Родион Юрьевич                  | Режиссёрская мастерская Р. А. Быкова | 1989                   |
| Океев Толомуш Океевич                      | Режиссёрская мастерская, руководители курса: М. И. Ромм, Л. З. Трауберг | 1966                   |
| Оленников Юрий Владимирович                | Режиссёрская мастерская А. Ю. Германа, С. И. Кармалиты | 2000                   |
| Ольшванг Валентин Алексеевич               | Мастерская кинорежиссуры мультипликационного фильма Ю. Б. Норштейна | 1997                   |
| Орлова Наталья Вячеславовна                | Мастерская кинорежиссуры мультипликационного фильма | 1984                   |
| Осепьян Марк Данилович                     | Режиссёрская мастерская, руководители курса: М. И. Ромм, Л. З. Трауберг | 1966                   |
| Осетинский Олег Евгеньевич                 | Сценарная мастерская И. Г. Ольшанского | 1962                   |
| Осипов Андрей Владимирович                 | Режиссёрская мастерская Е. Н. Ташкова | 1995                   |
| Осипов Олег Анатольевич                    | Режиссёрская мастерская П. Е. Тодоровского, Н. Б. Рязанцевой | 2002                   |
| Островский Геннадий Ромович                | Сценарная мастерская С. Л. Лунгина, Л. В. Голубкиной | 1993                   |
| Павлов Виталий Викторович                  | Сценарная мастерская В. С .Фрида | 1986                   |
| Панин Василий Степанович                   | Мастерская вторых режиссёров Л. З. Трауберга | 1968                   |
| Панфилов Глеб Анатольевич                  | Режиссёрская мастерская, руководители курса: М. И. Ромм, Л. З. Трауберг | 1966                   |
| Парри Эдуард Иванович                      | Режиссёрская мастерская В. И. Хотиненко, П. К. Финна, В. А. Фенченко | 2004                   |
| Петров Александр Константинович            | Мастерская режиссуры мультипликационного фильма Ф. С. Хитрука, Г. Я. Бардина | 1988                   |
| Петросян Армен Альбертович                 | Мастерская режиссуры мультипликационного фильма Ф. С. Хитрука, Г. Я. Бардина | 1988                   |
| Пикс Рихард                                | Режиссёрская мастерская А. Н. Митты | 1978                   |
| Полонский Георгий Исидорович               | Сценарная мастерская И. Г. Ольшанского | 1967                   |
| Полунина Алёна Евгеньевна                  | Мастерская режиссёров неигрового кино А. Н. Герасимова | 2004                   |
| Померанцев Питер                           | Режиссёрская мастерская В. Я. Мотыля, Н. Б. Рязанцевой | 2004                   |
| Попов Иван Александрович                   | Режиссёрская мастерская В. В. Меньшова | 1993                   |
| Портяк Василий Васильевич                  | Сценарная мастерская В. И. Соловьёва, Э. П. Барабаш | 1986                   |
| Порублев Игорь Владимирович                | Режиссёрская мастерская Е. Н. Ташкова | 1995                   |
| Проскурина (Калганова) Светлана Николаевна | Мастерская вторых режиссёров, художественный руководители курса Ю. Ю. Карасик, Р. Н. Викторов                                                                                       | 1976                   |
| Прохоров Виктор Сергеевич                  | Мастерская вторых режиссёров, художественный руководители курса Ю. Ю. Карасик, Р. Н. Викторов                                                                                       | 1976                   |
| Прошкин Андрей Александрович               | Режиссёрская мастерская М. М. Хуциева | 1995                   |
| Пташук Михаил Николаевич                   | Режиссёрская мастерская Г. Н. Данелии | 1973                   |
| Пуустусмаа Андрес                          | Режиссёрская мастерская В. И. Хотиненко, П. К. Финна, В. А. Фенченко | 2004                   |
| Рахленко Александр Юрьевич                 | Режиссёрская мастерская В. И. Хотиненко, П. К. Финна, В. А. Фенченко | 2004                   |
| Рашеев Николай Георгиевич                  | Режиссёрская мастерская, руководители курса: М. И. Ромм, Л. З. Трауберг | 1966                   |
| Робски Оксана Викторовна                   | Режиссёрская мастерская В. В. Меньшова, А. И. Гельмана | 2002                   |
| Родионов Александр Сергеевич               | Режиссёрская мастерская В. И. Хотиненко, П. К. Финна, В. А. Фенченко | 2004                   |
| Руденко Валентина Степановна               | Мастерская сценаристов документального кино Э. А. Дубровского | 1989                   |
| Розовский Марк Григорьевич                 | Сценарная мастерская К. Ф. Исаева и Н. А. Коварского | 1964                   |
| Садыков Бако Кадырович                     | Режиссёрская мастерская Э. В. Лотяну | 1978                   |
| Сайфуллаева Нигина Хафизовна               | Режиссёрская мастерская В. И. Хотиненко, П. К. Финна, В. А. Фенченко | 2010                   |
| Салимли Мирбала                            | Режиссёрская мастерская А. Ю. Германа, С. И. Кармалиты | 2000                   |
| Саркисов Сергей Эдуардович                 | Режиссёрская мастерская И. М. Квирикадзе и А. М. Добровольского | 2015                   |
| Светозаров Дмитрий Иосифович               | Режиссёрская мастерская И. Е. Хейфица | 1978                   |
| Сельянов Сергей Михайлович                 | Режиссёрская мастерская Р. А. Быкова | 1989                   |
| Серый Александр Иванович                   | Режиссёрская мастерская М. И. Ромма, Ю. Я. Райзмана | 1959                   |
| Сидоров Алексей Леонидович                 | Режиссёрская мастерская В. Д. Рубинчика | 1995                   |
| Силкин Андрей Николаевич                   | Режиссёрская мастерская П. Е. Тодоровского, Н. Б. Рязанцевой | 2007                   |
| Симонов Алексей Кириллович                 | Мастерская режиссёров-постановщиков телевизионного фильма, художественный руководитель курса Л. З. Трауберг                                                                         | 1970                   |
| Соколов Андрей Алексеевич                  | Режиссёрская мастерская В. В. Меньшова | 1998                   |
| Соколов Кирилл Сергеевич                   | Режиссёрская мастерская В. И. Хотиненко, П. К. Финна, В. А. Фенченко | 2015                   |
| Соломин Евгений Валерьевич                 | Мастерская режиссёров неигрового кино Л. А. Гуревича | 1998                   |
| Сорокин Вячеслав Алексеевич                | Режиссёрская мастерская А. Н. Митты | 1978                   |
| Спиваковский Даниил Иванович               | Режиссёрская мастерская В. В. Меньшова, А. И. Гельмана | 2000                   |
| Стасенко Светлана Алексеевна               | Мастерская режиссёров неигрового кино С. М. Зеликина, Л. А. Гуревича | 1995                   |
| Стебунов Иван Сергеевич                    | Мастерская режиссёров игрового и неигрового кино А. Н. Герасимова, А. М. Добровольского                                                                                             | 2010                   |
| Стемпковский Андрей Александрович          | Режиссёрская мастерская П. Е. Тодоровского, Н. Б. Рязанцевой | 2007                   |
| Столяров Александр Николаевич              | Мастерская сценаристов документального кино А. Н. Герасимова , В. Е. Капитановского                                                                                                 | 1989                   |
| Сторожева Вера Михайловна                  | Режиссёрская мастерская А. Н. Митты, К. П. Худякова | 1993                   |
| Сулейманов Магомед Мирзаевич               | Мастерская режиссёров документального кино Б. Н. Рычкова | 1976                   |
| Сурикова Алла Ильинична                    | Режиссёрская мастерская А. А. Алова, В. Н. Наумова | 1973                   |
| Суркова Валерия Валентиновна               | Режиссёрская мастерская В. И. Хотиненко, П. К. Финна, В. А. Фенченко | 2010                   |
| Таланкин Игорь Васильевич                  | Режиссёрская мастерская М. И. Ромма, Ю. Я. Райзмана | 1959                   |
| Тарасов Сергей Сергеевич                   | Мастерская режиссёров-постановщиков телевизионного фильма, художественный руководитель курса Л. З. Трауберг                                                                         | 1970                   |
| Тепцов Олег Павлович                       | Мастерская режиссёров музыкального фильма Э. В. Лотяну | 1984                   |
| Толкачиков Владимир Александрович          | Режиссёрская мастерская В. В. Меньшова | 1989                   |
| Тронин Вениамин Семёнович                  | Режиссёрская мастерская В. И. Хотиненко, П. К. Финна, В. А. Фенченко | 2002                   |
| Туманов Семён Исаевич                      | Режиссёрская мастерская М. И. Ромма, Ю. Я. Райзмана | 1959                   |
| Тумеля Михаил Брониславович                | Мастерская режиссуры мультипликационного фильма Э. В. Назарова, Ю. Б. Норштейна | 1988                   |
| Турсунов Ермек Каримжанович                | Сценарная мастерская В. С .Фрида | 1989                   |
| Тутберидзе Зураб Леванович                 | Мастерская режиссёров-постановщиков телевизионного фильма, художественный руководитель курса Л. З. Трауберг                                                                         | 1970                   |
| Углицких Наталья Анатольевна               | Мастерская режиссёров игрового и неигрового кино А. Н. Герасимова, А. М. Добровольского                                                                                             | 2008                   |
| Уразбаев Эльдор Магоматович                | Режиссёрская мастерская А. А. Алова, В. Н. Наумова | 1973                   |
| Урсуляк Сергей Владимирович                | Режиссёрская мастерская В. В. Меньшова | 1993                   |
| Уткин Антон Александрович                  | Сценарная мастерская Н .Б. Рязанцевой | 1998                   |
| Файнберг Владимир Львович                  | Сценарная мастерская Л. З. Трауберга Мастерская режиссёров-постановщиков телевизионного фильма, художественный руководитель курса Л. З. Трауберг                                    | 1961 1970              |
| Фаталиев Рамиз Мамедали оглы               | Сценарная мастерская М. Ю. Блеймана | 1972                   |
| Фёдоров Дмитрий Михайлович                 | Режиссёрская мастерская П. Е. Тодоровского, Н. Б. Рязанцевой | 2002                   |
| Фенько Александр Константинович            | Режиссёрская мастерская В. Я. Мотыля | 1989                   |
| Филипенко Олег Васильевич                  | Режиссёрская мастерская П. Е. Тодоровского, Н. Б. Рязанцевой | 2005                   |
| Фокин Роман Викторович                     | Режиссёрская мастерская В. Я. Мотыля | 1996                   |
| Фокина, Олеся Юрьевна                      | Мастерская сценаристов документального кино Л. А. Гуревича Экспериментальная мастерская кинорежиссёров документального и научно-популярного фильма Л. А. Гуревича                   | 1989 1990              |
| Фомин Андрей Владимирович                  | Режиссёрская мастерская В. В. Меньшова | 1993                   |
| Фомина Мария Александровна                 | Режиссёрская мастерская В. И. Хотиненко, П. К. Финна, В. А. Фенченко | 2018                   |
| Фрадис Анатолий Адольфович                 | Мастерская директоров картин | 1974                   |
| Фридберг Исаак Шаевич                      | Мастерская режиссёров комедийного фильма Э. А. Рязанова | 1981                   |
| Харитиди Алексей Феофилактович             | Мастерская педагогов режиссуры мультипликационного фильма фильма Ф. С. Хитрука | 1991                   |
| Хачатуров Данил Эдуардович                 | Мастерская режиссёров игрового и неигрового кино А. Н. Герасимова, А. М. Добровольского                                                                                             | 2012                   |
| Хомерики Николай Феликсович                | Режиссёрская мастерская В. И. Хотиненко, П. К. Финна, В. А. Фенченко | 2000                   |
| Хотиненко Владимир Иванович                | Режиссёрская мастерская Н. С. Михалкова | 1981                   |
| Цой Александр Рудольфович                  | Режиссёрская мастерская В. И. Хотиненко, П. К. Финна, В. А. Фенченко | 2016                   |
| Цымбал Евгений Васильевич                  | Режиссёрская мастерская Э. А. Рязанова | 1984                   |
| Чарквиани Павле Константинович             | Режиссёрская мастерская И. А. Фрэза | 1973                   |
| Челидзе Леван Сергеевич                    | Сценарная мастерская И. Г. Ольшанского | 1961                   |
| Черкасова Оксана Леонтьевна                | Мастерская режиссуры мультипликационного фильма Ф. С. Хитрука, Ю. Б. Норштейна | 1981                   |
| Чернова Елена Семёновна                    | Мастерская режиссуры мультипликационного фильма Ф. С. Хитрука, Э. В. Назарова | 2000                   |
| Чиаурели Михаил Отарович                   | Мастерская режиссёров документального кино Л. М. Кристи | 1976                   |
| Чиков Валерий Павлович                     | Сценарная мастерская Б. А. Метальникова | 1981                   |
| Чирков Дмитрий Львович                     | Режиссёрская мастерская А. А. Адабашьяна, А. М. Добровольского | 2002                   |
| Штерянов Владимир                          | Режиссёрская мастерская В. Я. Мотыля | 1993                   |
| Щукин Георгий Борисович                    | Режиссёрская мастерская М. И. Ромма, Ю. Я. Райзмана | 1959                   |
| Эйрамджан Анатолий Николаевич              | Сценарная мастерская И. Г. Ольшанского | 1972                   |
| Эпнерс Ансис                               | Мастерская режиссёров документального фильм, руководитель курса Е. И. Вермишева | 1971                   |
| Юнгвальд-Хилькевич Георгий Эмильевич       | Режиссёрская мастерская, руководители курса: М. И. Ромм, Л. З. Трауберг | 1966                   |
| Яковлев Антон Юрьевич                      | Режиссёрская мастерская В. И. Хотиненко, П. К. Финна, В. А. Фенченко | 2000                   |
| Яновская Анна Львовна                      | Режиссёрская мастерская В. А. Грамматикова, А. Э. Бородянского | 2013                   |
| Ясан Эрнест Викторович                     | Мастерская вторых режиссёров Г. Н. Данелии | 1972                   |